# Football League One 2011-2012
La Football League One 2011-2012, conosciuta anche con il nome di Npower League One per motivi di sponsorizzazione, è stato l'85º campionato inglese di calcio di terza divisione, nonché l'8º con la denominazione di League One. 

## Stagione

### Novità
La Football League decise di adottare nel suo ordinamento le regole elaborate dalla UEFA, in materia di fair play finanziario. Le nuove normative, che entrarono in vigore all'inizio della stagione 2012-13, imponevano ai club della League One un limite fisso per la spesa adibita agli ingaggi dei giocatori.

## Squadre Partecipanti
| Squadra             | Città             | Stadio                       | Stagione precedente                                   |
| ------------------- | ----------------- | ---------------------------- | ----------------------------------------------------- |
| Bournemouth         | Bournemouth       | Dean Court                   | 6º posto in Football League One                       |
| Brentford           | Londra (Hounslow) | Griffin Park                 | 11º posto in Football League One                      |
| Bury                | Bury              | Gigg Lane                    | 2º posto in Football League Two, promosso             |
| Carlisle United     | Carlisle          | Brunton Park                 | 12º posto in Football League One                      |
| Charlton Athletic   | Londra (Charlton) | The Valley                   | 13º posto in Football League One                      |
| Chesterfield        | Chesterfield      | Proact Stadium               | 1º posto in Football League Two, promosso             |
| Colchester United   | Colchester        | Colchester Community Stadium | 10º posto in Football League One                      |
| Exeter City         | Exeter            | St James Park                | 8º posto in Football League One                       |
| Hartlepool United   | Hartlepool        | Victoria Park                | 16º posto in Football League One                      |
| Huddersfield Town   | Huddersfield      | Galpharm Stadium             | 3º posto in Football League One                       |
| Leyton Orient       | Londra (Leyton)   | Brisbane Road                | 7º posto in Football League One                       |
| Milton Keynes Dons  | Milton Keynes     | Stadium:mk                   | 5º posto in Football League One                       |
| Notts County        | Nottingham        | Meadow Lane                  | 19º posto in Football League One                      |
| Oldham Athletic     | Oldham            | Boundary Park                | 18º posto in Football League One                      |
| Preston North End   | Preston           | Deepdale                     | 22º posto in Football League Championship, retrocesso |
| Rochdale            | Rochdale          | Spotland Stadium             | 9º posto in Football League One                       |
| Scunthorpe United   | Scunthorpe        | Glanford Park                | 24º posto in Football League Championship, retrocesso |
| Sheffield United    | Sheffield         | Bramall Lane                 | 23º posto in Football League Championship, retrocesso |
| Sheffield Wednesday | Sheffield         | Hillsborough                 | 15º posto in Football League One                      |
| Stevenage           | Stevenage         | Broadhall Way                | 6º posto in Football League Two, promosso             |
| Tranmere Rovers     | Birkenhead        | Prenton Park                 | 17º posto in Football League One                      |
| Walsall             | Walsall           | Bescot Stadium               | 20º posto in Football League One                      |
| Wycombe Wanderers   | High Wycombe      | Adams Park                   | 3º posto in Football League Two, promosso             |
| Yeovil Town         | Yeovil            | Huish Park                   | 14º posto in Football League One                      |

## Allenatori e primatisti
| Squadra             | Manager                                                                 | Calciatore più presente (tra parentesi il numero delle presenze) | Cannoniere (tra parentesi il numero dei gol) |
| ------------------- | ----------------------------------------------------------------------- | ---------------------------------------------------------------- | -------------------------------------------- |
| Bournemouth         | Lee Bradbury (1ª-38ª) Paul Groves (39ª-46ª)                             | Darryl Flahavan (44)                                             | Wes Thomas (11)                              |
| Brentford           | Uwe Rösler                                                              | Clayton Donaldson, Jonathan Douglas (46)                         | Gary Alexander (12)                          |
| Bury                | Richie Barker                                                           | Joe Skarz (45)                                                   | Andy Bishop (8)                              |
| Carlisle United     | Greg Abbott                                                             | Adam Collin (46)                                                 | Lee Miller (14)                              |
| Charlton Athletic   | Chris Powell                                                            | Michael Morrison, Rhoys Wiggins (45)                             | Bradley Wright-Phillips (22)                 |
| Chesterfield        | John Sheridan                                                           | Drew Talbot (43)                                                 | Leon Clarke (9)                              |
| Colchester United   | John Ward                                                               | Ian Henderson, Brian Wilson (46)                                 | Tony Wordsworth (13)                         |
| Exeter City         | Paul Tisdale                                                            | Troy Archibald-Henville, James Dunne (45)                        | Daniel Nardiello (9)                         |
| Hartlepool United   | Mick Wadsworth (1ª-18ª) Michael Barron (19ª-22ª) Neale Cooper (23ª-46ª) | Neil Austin (46)                                                 | Antony Sweeney (8)                           |
| Huddersfield Town   | Lee Clark (1ª-29ª) Simon Grayson (30ª-46ª)                              | Jack Hunt (43)                                                   | Jordan Rhodes (35)                           |
| Leyton Orient       | Russell Slade                                                           | Matthew Spring (41)                                              | Kevin Lisbie (12)                            |
| Milton Keynes Dons  | Karl Robinson                                                           | Dean Lewington, David Martin (46)                                | Dean Bowditch (11)                           |
| Notts County        | Martin Allen (1ª-30ª) Keith Curle (31ª-46ª)                             | Stuart Nelson (46)                                               | Jeff Hughes (12)                             |
| Oldham Athletic     | Paul Dickov                                                             | Kieran Lee (43)                                                  | Shefki Kuqi (11)                             |
| Preston North End   | Phil Brown (1ª-20ª) David Unsworth (21ª-24ª) Graham Westley (25ª-46ª)   | Paul Coutts (41)                                                 | Iain Hume (9)                                |
| Rochdale            | Steve Eyre (1ª-21ª) Chris Beech (22ª-27ª) John Coleman (28ª-46ª)        | Gary Jones (45)                                                  | Ashley Grimes (13)                           |
| Scunthorpe United   | Alan Knill                                                              | Andy Barcham (41)                                                | Andy Barcham (9)                             |
| Sheffield United    | Danny Wilson                                                            | Matthew Lowton (45)                                              | Ched Evans (29)                              |
| Sheffield Wednesday | Gary Megson (1ª-33ª) Dave Jones (34ª-46ª)                               | Semedo (46)                                                      | Gary Madine (18)                             |
| Stevenage           | Graham Westley (1ª-24ª) Mark Roberts (25ª-27ª) Gary Smith (28ª-46ª)     | Scott Laird, Mark Roberts, Lawrie Wilson (46)                    | Scott Laird (8)                              |
| Tranmere Rovers     | Les Parry (1ª-33ª) Ronnie Moore (34ª-46ª)                               | Lukas Akins, John Welsh (44)                                     | Lukas Akins, Jake Cassidy, Joss Labadie (5)  |
| Walsall             | Dean Smith                                                              | Mat Sadler (46)                                                  | Jon Macken, Alex Nicholls (7)                |
| Wycombe Wanderers   | Gary Waddock                                                            | Nikki Bull (46)                                                  | Stuart Beavon (21)                           |
| Yeovil Town         | Terry Skiverton(1ª-24ª) Gary Johnson (25ª-46ª)                          | Luke Ayling (44)                                                 | Andy Williams (18)                           |

## Classifica finale
|  | Pos. | Squadra           | Pt  | G  | V  | N  | P  | GF | GS | DR  |
|  | ---- | ----------------- | --- | -- | -- | -- | -- | -- | -- | --- |
|  | 1.   | Charlton          | 101 | 46 | 30 | 11 | 5  | 82 | 36 | +46 |
|  | 2.   | Sheffield Weds    | 93  | 46 | 28 | 9  | 9  | 81 | 48 | +33 |
|  | 3.   | Sheffield Utd     | 91  | 46 | 27 | 9  | 10 | 92 | 51 | +41 |
|  | 4.   | Huddersfield Town | 81  | 46 | 21 | 18 | 7  | 79 | 47 | +32 |
|  | 5.   | MK Dons           | 80  | 46 | 22 | 14 | 10 | 84 | 47 | +37 |
|  | 6.   | Stevenage         | 73  | 46 | 18 | 19 | 9  | 69 | 44 | +25 |
|  | 7.   | Notts County      | 73  | 46 | 21 | 10 | 15 | 75 | 63 | +12 |
|  | 8.   | Carlisle Utd      | 69  | 46 | 18 | 15 | 13 | 65 | 66 | -1  |
|  | 9.   | Brentford         | 67  | 46 | 18 | 13 | 15 | 63 | 52 | +11 |
|  | 10.  | Colchester Utd    | 59  | 46 | 13 | 20 | 13 | 61 | 66 | -5  |
|  | 11.  | Bournemouth       | 58  | 46 | 15 | 13 | 18 | 48 | 52 | -4  |
|  | 12.  | Hartlepool Utd    | 56  | 46 | 14 | 14 | 18 | 50 | 55 | -5  |
|  | 13.  | Bury              | 56  | 46 | 15 | 11 | 20 | 60 | 79 | -19 |
|  | 14.  | Tranmere          | 56  | 46 | 14 | 14 | 18 | 49 | 53 | -4  |
|  | 15.  | Preston N.E.      | 54  | 46 | 13 | 15 | 18 | 54 | 68 | −14 |
|  | 16.  | Oldham Athletic   | 54  | 46 | 14 | 12 | 20 | 50 | 66 | −16 |
|  | 17.  | Yeovil Town       | 54  | 46 | 14 | 12 | 20 | 59 | 80 | -21 |
|  | 18.  | Scunthorpe Utd    | 52  | 46 | 10 | 22 | 14 | 55 | 59 | -4  |
|  | 19.  | Walsall           | 50  | 46 | 10 | 20 | 16 | 51 | 57 | −6  |
|  | 20.  | Leyton Orient     | 50  | 46 | 13 | 11 | 22 | 48 | 75 | −27 |
|  | 21.  | Wycombe           | 43  | 46 | 11 | 10 | 25 | 65 | 88 | −23 |
|  | 22.  | Chesterfield      | 42  | 46 | 10 | 12 | 24 | 56 | 81 | −25 |
|  | 23.  | Exeter City       | 42  | 46 | 10 | 12 | 24 | 46 | 75 | −29 |
|  | 24.  | Rochdale          | 38  | 46 | 8  | 14 | 24 | 47 | 81 | −34 |

Legenda:
      Promosso in Football League Championship 2012-2013.
  Ammesso ai play-off.
      Retrocesso in Football League Two 2012-2013.
Regolamento:
Tre punti a vittoria, uno a pareggio, zero a sconfitta.
In caso di arrivo di due o più squadre a pari punti, la graduatoria verrà stilata secondo i seguenti criteri:
- differenza reti
- maggior numero di gol segnati

Note:

Stevenage qualificato ai play off per miglior differenza reti rispetto all'ex aequo Notts County.

## Risultati

### Calendario
| andata      | 1ª giornata            | ritorno     |
| 6 ago. 2011 |                        | 3 mar. 2012 |
| 2-0         | Brentford-Yeovil       | 1-2         |
| 0-3         | Carlisle-Notts County  | 0-2         |
| 3-0         | Charlton-Bournemouth   | 1-0         |
| 1-1         | Huddersfield-Bury      | 3-3         |
| 2-2         | MK Dons-Hartlepool     | 1-1         |
| 0-2         | Oldham-Sheffield Utd   | 3-2         |
| 2-4         | Preston-Colchester     | 0-3         |
| 2-0         | Sheffield Wed-Rochdale | 0-0         |
| 0-0         | Stevenage-Exeter       | 1-1         |
| 1-0         | Tranmere-Chesterfield  | 0-1         |
| 1-0         | Walsall-Leyton Orient  | 1-1         |
| 1-1         | Wycombe-Scunthorpe     | 0-4         |

| andata       | 4ª giornata             | ritorno      |
| 20 ago. 2011 |                         | 17 mar. 2012 |
| 5-0          | Brentford-Leyton Orient | 0-2          |
| 2-1          | Carlisle-Bournemouth    | 1-1          |
| 2-2          | Charlton-Scunthorpe     | 1-1          |
| 3-2          | Huddersfield-Colchester | 1-1          |
| 6-2          | MK Dons-Chesterfield    | 1-1          |
| 2-0          | Oldham-Rochdale         | 2-3          |
| 1-0          | Preston-Exeter          | 2-1          |
| 2-1          | Sheff Wed-Notts County  | 2-1          |
| 2-2          | Stevenage-Hartlepool    | 0-0          |
| 1-1          | Tranmere-Sheffield Utd  | 1-1          |
| 1-1          | Walsall-Yeovil          | 1-2          |
| 0-2          | Wycombe-Bury            | 4-1          |

| andata       | 7ª giornata              | ritorno      |
| 10 set. 2011 |                          | 28 gen. 2012 |
| 0-3          | Bournemouth-Chesterfield | 0-1          |
| 2-4          | Bury-Rochdale            | 0-3          |
| 1-2          | Carlisle-Hartlepool      | 0-4          |
| 2-0          | Charlton-Exeter          | 1-0          |
| 1-1          | Colchester-Leyton Orient | 1-0          |
| 2-0          | Huddersfield-Tranmere    | 1-1          |
| 2-1          | Notts County-Walsall     | 1-0          |
| 1-1          | Oldham-Stevenage         | 0-1          |
| 4-3          | Preston-Yeovil           | 1-2          |
| 1-1          | Scunthorpe-Sheffield Utd | 1-2          |
| 3-1          | Sheffield Wed-MK Dons    | 1-1          |
| 0-1          | Wycombe-Brentford        | 2-5          |

| andata       | 10ª giornata               | ritorno      |
| 24 set. 2011 |                            | 11 feb. 2012 |
| 1-2          | Bournemouth-Hartlepool     | 0-0          |
| 0-0          | Bury-MK Dons               | 1-2          |
| 1-0          | Carlisle-Stevenage         | 0-0          |
| 3-1          | Charlton-Chesterfield      | 4-0          |
| 1-0          | Colchester-Walsall         | 1-3          |
| 2-2          | Huddersfield-Leyton Orient | 3-1          |
| 2-0          | Notts County-Rochdale      | 1-0          |
| 0-2          | Oldham-Brentford           | 0-2          |
| 2-1          | Preston-Tranmere           | 1-2          |
| 2-1          | Scunthorpe-Yeovil          | 2-2          |
| 3-0          | Sheffield Wed-Exeter       | 1-2          |
| 1-0          | Wycombe-Sheffield Utd      | 0-3          |

| andata       | 13ª giornata                | ritorno      |
| 15 ott. 2011 |                             | 25 feb. 2012 |
| 0-0          | Brentford-Scunthorpe        | 0-0          |
| 1-3          | Chesterfield-Notts County   | 0-1          |
| 0-4          | Exeter-Huddersfield         | 0-2          |
| 1-3          | Hartlepool-Wycombe          | 0-5          |
| 1-0          | Leyton Orient-Bury          | 1-1          |
| 2-2          | MK Dons-Bournemouth         | 1-0          |
| 2-2          | Rochdale-Colchester         | 0-0          |
| 2-2          | Sheffield Utd-Sheffield Wed | 0-1          |
| 1-0          | Stevenage-Charlton          | 0-2          |
| 1-0          | Tranmere-Oldham             | 0-1          |
| 1-0          | Walsall-Preston             | 0-0          |
| 0-3          | Yeovil-Carlisle             | 2-3          |

| andata       | 16ª giornata            | ritorno     |
| 29 ott. 2011 |                         | 5 mag. 2012 |
| 2-1          | Brentford-Chesterfield  | 3-2         |
| 1-2          | Bury-Stevenage          | 0-3         |
| 3-3          | Carlisle-Oldham         | 1-2         |
| 4-2          | Colchester-Notts County | 1-4         |
| 0-4          | Hartlepool-Charlton     | 2-3         |
| 1-3          | Preston-Bournemouth     | 0-1         |
| 0-2          | Rochdale-Leyton Orient  | 1-2         |
| 4-2          | Scunthorpe-Tranmere     | 1-1         |
| 4-4          | Sheffield Utd-Exeter    | 2-2         |
| 0-2          | Walsall-MK Dons         | 1-0         |
| 1-2          | Wycombe-Sheffield Wed   | 0-2         |
| 0-1          | Yeovil-Huddersfield     | 0-2         |

| andata       | 19ª giornata               | ritorno      |
| 26 nov. 2011 |                            | 24 mar. 2012 |
| 0-0          | Bournemouth-Oldham         | 0-1          |
| 1-0          | Bury-Preston               | 1-1          |
| 1-0          | Carlisle-Colchester        | 1-1          |
| 2-0          | Charlton-Huddersfield      | 0-1          |
| 0-1          | Chesterfield-Sheffield Utd | 1-4          |
| 3-0          | Exeter-Tranmere            | 0-2          |
| 0-1          | Hartlepool-Yeovil          | 1-0          |
| 4-3          | MK Dons-Wycombe            | 1-1          |
| 3-2          | Notts County-Scunthorpe    | 0-0          |
| 1-2          | Rochdale-Brentford         | 0-2          |
| 1-0          | Sheff Wed-Leyton Orient    | 1-0          |
| 0-0          | Stevenage-Walsall          | 1-1          |

| andata       | 22ª giornata               | ritorno      |
| 26 dic. 2011 |                            | 20 mar. 2012 |
| 1-1          | Brentford-Bournemouth      | 0-1          |
| 1-6          | Colchester-Stevenage       | 0-0          |
| 1-0          | Huddersfield-Chesterfield  | 2-0          |
| 0-3          | Leyton Orient-MK Dons      | 1-4          |
| 0-1          | Oldham-Hartlepool          | 1-0          |
| 3-3          | Preston-Carlisle           | 0-0          |
| 1-3          | Scunthorpe-Bury            | 0-0          |
| 2-1          | Sheffield Utd-Notts County | 5-2          |
| 0-0          | Tranmere-Rochdale          | 2-0          |
| 2-1          | Walsall-Sheffield Wed      | 2-2          |
| 3-1          | Wycombe-Exeter             | 3-1          |
| 2-3          | Yeovil-Charlton            | 0-3          |

| andata       | 2ª giornata             | ritorno      |
| 13 ago. 2011 |                         | 10 mar. 2012 |
| 2-0          | Bournemouth-Sheff Wed   | 0-3          |
| 0-2          | Bury-Carlisle           | 1-4          |
| 1-1          | Chesterfield-Stevenage  | 2-2          |
| 1-1          | Colchester-Wycombe      | 0-0          |
| 0-2          | Exeter-MK Dons          | 0-3          |
| 1-1          | Hartlepool-Walsall      | 0-0          |
| 0-1          | Leyton Orient-Tranmere  | 0-2          |
| 1-2          | Notts County-Charlton   | 4-2          |
| 2-2          | Rochdale-Huddersfield   | 2-2          |
| 1-1          | Scunthorpe-Preston      | 0-0          |
| 2-0          | Sheffield Utd-Brentford | 2-0          |
| 3-1          | Yeovil-Oldham           | 2-1          |

| andata       | 5ª giornata              | ritorno     |
| 27 ago. 2011 |                          | 7 gen. 2012 |
| 0-2          | Bournemouth-Walsall      | 2-2         |
| 0-2          | Brentford-Tranmere       | 2-2         |
| 1-2          | Bury-Charlton            | 1-1         |
| 4-1          | Colchester-Oldham        | 1-1         |
| 2-1          | Exeter-Chesterfield      | 2-0         |
| 3-0          | Huddersfield-Wycombe     | 6-0         |
| 1-2          | Leyton Orient-Carlisle   | 1-4         |
| 1-0          | MK Dons-Stevenage        | 2-4         |
| 2-0          | Preston-Notts County     | 0-0         |
| 1-3          | Rochdale-Hartlepool      | 0-2         |
| 3-2          | Sheffield Wed-Scunthorpe | 3-1         |
| 0-1          | Yeovil-Sheffield Utd     | 0-4         |

| andata       | 8ª giornata                | ritorno      |
| 13 set. 2011 |                            | 14 feb. 2012 |
| 1-1          | Brentford-Colchester       | 1-2          |
| 1-0          | Chesterfield-Bury          | 1-1          |
| 1-1          | Exeter-Notts County        | 1-2          |
| 0-1          | Hartlepool-Preston         | 0-1          |
| 1-3          | Leyton-Bournemouth         | 2-1          |
| 1-1          | MK Dons-Charlton           | 1-2          |
| 1-0          | Rochdale-Scunthorpe        | 0-1          |
| 0-3          | Sheffield Utd-Huddersfield | 1-0          |
| 5-1          | Stevenage-Sheffield Wed    | 1-0          |
| 1-2          | Tranmere-Carlisle          | 0-0          |
| 0-1          | Walsall-Oldham             | 1-2          |
| 1-0          | Yeovil-Wycombe             | 3-2          |

| andata       | 11ª giornata             | ritorno      |
| 1º ott. 2011 |                          | 21 gen. 2012 |
| 0-4          | Brentford-Huddersfield   | 2-3          |
| 0-1          | Chesterfield-Colchester  | 2-1          |
| 2-0          | Exeter-Oldham            | 0-0          |
| 0-1          | Hartlepool-Sheffield Wed | 2-2          |
| 2-1          | Leyton Orient-Preston    | 2-0          |
| 3-0          | MK Dons-Notts County     | 1-1          |
| 2-1          | Rochdale-Wycombe         | 0-3          |
| 0-2          | Sheffield Utd-Charlton   | 0-1          |
| 1-2          | Stevenage-Scunthorpe     | 1-1          |
| 0-0          | Tranmere-Bournemouth     | 1-2          |
| 1-1          | Walsall-Carlisle         | 1-1          |
| 1-3          | Yeovil-Bury              | 2-3          |

| andata       | 14ª giornata                | ritorno      |
| 22 ott. 2011 |                             | 14 apr. 2012 |
| 1-2          | Bournemouth-Bury            | 0-1          |
| 4-0          | Charlton-Carlisle           | 1-0          |
| 2-3          | Chesterfield-Hartlepool     | 2-1          |
| 3-1          | Exeter-Rochdale             | 2-3          |
| 3-1          | Huddersfield-Preston        | 0-1          |
| 1-1          | Leyton Orient-Sheffield Utd | 1-3          |
| 0-0          | MK Dons-Scunthorpe          | 3-0          |
| 1-1          | Notts County-Brentford      | 0-0          |
| 2-0          | Oldham-Wycombe              | 2-2          |
| 2-0          | Sheffield Wed-Colchester    | 1-1          |
| 0-0          | Stevenage-Yeovil            | 6-0          |
| 2-1          | Tranmere-Walsall            | 1-0          |

| andata      | 17ª giornata             | ritorno      |
| 5 nov. 2011 |                          | 28 apr. 2012 |
| 2-0         | Bournemouth-Scunthorpe   | 1-1          |
| 5-2         | Charlton-Preston         | 2-2          |
| 2-2         | Chesterfield-Yeovil      | 2-3          |
| 0-0         | Exeter-Carlisle          | 1-4          |
| 1-1         | Huddersfield-Walsall     | 1-1          |
| 1-1         | Leyton Orient-Hartlepool | 1-2          |
| 3-1         | MK Dons-Rochdale         | 2-1          |
| 1-1         | Notts County-Wycombe     | 4-3          |
| 0-2         | Oldham-Bury              | 0-0          |
| 0-0         | Sheffield Wed-Brentford  | 2-1          |
| 2-1         | Stevenage-Sheffield Utd  | 2-2          |
| 0-0         | Tranmere-Colchester      | 2-4          |

| andata       | 20ª giornata             | ritorno     |
| 10 dic. 2011 |                          | 9 apr. 2012 |
| 2-1          | Brentford-Hartlepool     | 0-0         |
| 4-1          | Colchester-Bury          | 1-4         |
| 0-1          | Huddersfield-Bournemouth | 0-2         |
| 3-0          | Leyton Orient-Exeter     | 0-3         |
| 0-2          | Oldham-Sheffield Wed     | 0-3         |
| 0-0          | Preston-Stevenage        | 1-1         |
| 1-2          | Scunthorpe-Carlisle      | 0-0         |
| 3-0          | Sheffield Utd-Rochdale   | 5-2         |
| 0-2          | Tranmere-MK Dons         | 0-3         |
| 1-1          | Walsall-Charlton         | 0-1         |
| 3-2          | Wycombe-Chesterfield     | 0-4         |
| 1-0          | Yeovil-Notts County      | 1-3         |

| andata       | 23ª giornata             | ritorno      |
| 31 dic. 2011 |                          | 31 mar. 2012 |
| 3-3          | Brentford-MK Dons        | 2-1          |
| 2-0          | Colchester-Exeter        | 1-1          |
| 1-1          | Huddersfield-Carlisle    | 1-2          |
| 1-0          | Leyton Orient-Charlton   | 0-2          |
| 3-2          | Oldham-Notts County      | 0-1          |
| 0-2          | Preston-Sheffield Wed    | 0-2          |
| 2-2          | Scunthorpe-Chesterfield  | 4-1          |
| 3-1          | Sheffield Utd-Hartlepool | 1-0          |
| 2-0          | Tranmere-Bury            | 0-2          |
| 0-0          | Walsall-Rochdale         | 3-3          |
| 0-1          | Wycombe-Stevenage        | 1-1          |
| 1-3          | Yeovil-Bournemouth       | 0-0          |

| andata       | 3ª giornata             | ritorno     |
| 16 ago. 2011 |                         | 6 mar. 2012 |
| 1-3          | Bournemouth-Stevenage   | 2-2         |
| 2-1          | Bury-Sheffield Wed      | 1-4         |
| 0-2          | Chesterfield-Preston    | 0-0         |
| 0-2          | Colchester-Charlton     | 2-0         |
| 1-2          | Exeter-Brentford        | 0-2         |
| 0-0          | Hartlepool-Huddersfield | 0-1         |
| 1-3          | Leyton Orient-Wycombe   | 2-4         |
| 3-2          | Notts County-Tranmere   | 1-1         |
| 0-0          | Rochdale-Carlisle       | 1-2         |
| 1-2          | Scunthorpe-Oldham       | 2-1         |
| 3-2          | Sheffield Utd-Walsall   | 2-3         |
| 0-1          | Yeovil-MK Dons          | 1-0         |

| andata     | 6ª giornata                | ritorno      |
| 3 set.2011 |                            | 14 gen. 2012 |
| 1-3        | Carlisle-MK Dons           | 2-1          |
| 1-1        | Charlton-Sheffield Wed     | 1-0          |
| 0-0        | Chesterfield-Leyton Orient | 1-1          |
| 2-0        | Hartlepool-Exeter          | 0-0          |
| 3-1        | Notts County-Bournemouth   | 1-2          |
| 1-1        | Oldham-Huddersfield        | 0-1          |
| 1-1        | Scunthorpe-Colchester      | 1-1          |
| 4-0        | Sheffield Utd-Bury         | 3-0          |
| 4-2        | Stevenage-Rochdale         | 5-1          |
| 0-0        | Tranmere-Yeovil            | 1-2          |
| 0-1        | Walsall-Brentford          | 0-0          |
| 3-4        | Wycombe-Preston            | 2-3          |

| andata       | 9ª giornata              | ritorno     |
| 17 set. 2011 |                          | 4 feb. 2012 |
| 1-3          | Brentford-Preston        | 3-1         |
| 4-1          | Chesterfield-Carlisle    | 1-2         |
| 0-2          | Exeter-Bournemouth       | 0-2         |
| 3-0          | Hartlepool-Bury          | 2-1         |
| 1-3          | Leyton Orient-Oldham     | 1-0         |
| 1-1          | MK Dons-Huddersfield     | 1-1         |
| 2-3          | Rochdale-Charlton        | 1-1         |
| 3-0          | Sheffield Utd-Colchester | 1-1         |
| 0-2          | Stevenage-Notts County   | 0-1         |
| 2-0          | Tranmere-Wycombe         | 1-2         |
| 2-2          | Walsall-Scunthorpe       | 1-0         |
| 2-3          | Yeovil-Sheffield Wed     | 1-2         |

| andata      | 12ª giornata               | ritorno      |
| 8 ott. 2011 |                            | 18 feb. 2012 |
| 1-1         | Bournemouth-Rochdale       | 0-1          |
| 2-0         | Bury-Exeter                | 2-3          |
| 2-2         | Carlisle-Brentford         | 0-4          |
| 1-1         | Charlton-Tranmere          | 1-1          |
| 2-2         | Colchester-Yeovil          | 2-3          |
| 2-1         | Huddersfield-Stevenage     | 1-1          |
| 3-0         | Notts County-Hartlepool    | 0-3          |
| 2-1         | Oldham-MK Dons             | 0-5          |
| 2-4         | Preston-Sheffield Utd      | 1-2          |
| 2-3         | Scunthorpe-Leyton Orient   | 3-1          |
| 3-1         | Sheffield Wed-Chesterfield | 0-1          |
| 1-1         | Wycombe-Walsall            | 0-2          |

| andata       | 15ª giornata            | ritorno      |
| 25 ott. 2011 |                         | 21 apr. 2012 |
| 0-1          | Brentford-Stevenage     | 1-2          |
| 2-2          | Bury-Notts County       | 4-2          |
| 3-2          | Carlisle-Sheffield Wed  | 1-2          |
| 1-1          | Colchester-Bournemouth  | 1-1          |
| 0-2          | Hartlepool-Tranmere     | 1-1          |
| 3-3          | Preston-Oldham          | 1-1          |
| 1-1          | Rochdale-Chesterfield   | 1-2          |
| 2-2          | Scunthorpe-Huddersfield | 0-1          |
| 2-1          | Sheffield Utd-MK Dons   | 0-1          |
| 1-2          | Walsall-Exeter          | 2-4          |
| 1-2          | Wycombe-Charlton        | 1-2          |
| 2-2          | Yeovil-Leyton Orient    | 2-2          |

| andata       | 18ª giornata             | ritorno     |
| 19 nov. 2011 |                          | 2 gen. 2011 |
| 0-1          | Brentford-Charlton       | 0-2         |
| 1-5          | Colchester-MK Dons       | 0-1         |
| 2-1          | Hudderfield-Notts County | 2-2         |
| 0-0          | Leyton Orient-Stevenage  | 1-0         |
| 5-2          | Oldham-Chesterfield      | 1-1         |
| 0-1          | Preston-Rochdale         | 1-1         |
| 0-2          | Scunthorpe-Hartlepool    | 2-1         |
| 1-0          | Sheffield Utd-Carlisle   | 2-3         |
| 1-2          | Tranmere-Sheffield Wed   | 1-2         |
| 2-4          | Walsall-Bury             | 1-2         |
| 0-1          | Wycombe-Bournemouth      | 0-2         |
| 2-2          | Yeovil-Exeter            | 1-1         |

| andata       | 21ª giornata               | ritorno     |
| 17 dic. 2011 |                            | 7 apr. 2012 |
| 0-2          | Bournemouth-Sheffield Utd  | 1-2         |
| 1-1          | Bury-Brentford             | 0-3         |
| 2-2          | Carlisle-Wycombe           | 1-1         |
| 1-1          | Charlton-Oldham            | 1-0         |
| 1-1          | Chesterfield-Walsall       | 2-3         |
| 0-0          | Exeter-Scunthorpe          | 0-1         |
| 0-1          | Hartlepool-Colchester      | 1-1         |
| 0-1          | MK Dons-Preston            | 1-1         |
| 1-2          | Notts County-Leyton Orient | 3-0         |
| 0-0          | Rochdale-Yeovil            | 1-3         |
| 4-4          | Sheffield Wed-Huddersfield | 2-0         |
| 2-1          | Stevenage-Tranmere         | 0-3         |

## Spareggi

### Play-off

#### Tabellone
|  | Semifinali | Semifinali        | Semifinali | Semifinali | Semifinali |  |  | Finale                    | Finale                    | Finale |  |
|  |            |                   |            |            |            |  |  |                           |                           |        |  |
|  | 3          | Sheffield Utd     | 0          | 1          | 1          |  |  |                           |                           |        |  |
|  | 6          | Stevenage         | 0          | 0          | 0          |  |  | Sheffield Utd             | Sheffield Utd             | 0      |  |
|  | 4          | Huddersfield Town | 2          | 1          | 3          |  |  | Huddersfield T. (8-7 dcr) | Huddersfield T. (8-7 dcr) | 0      |  |
|  | 5          | MK Dons           | 0          | 2          | 2          |  |  |                           |                           |        |  |

#### Semifinali
|                    | Risultati |                    | Luogo e data                  |
| ------------------ | --------- | ------------------ | ----------------------------- |
| Stevenage          | 0-0       | Sheffield United   | Stevenage, 11 maggio 2012     |
| Sheffield United   | 1-0       | Stevenage          | Sheffield, 14 maggio 2012     |
|                    |           |                    |                               |
| Milton Keynes Dons | 0-2       | Huddersfield Town  | Milton Keynes, 12 maggio 2012 |
| Huddersfield Town  | 1-2       | Milton Keynes Dons | Huddersfield, 15 maggio 2012  |
|                    |           |                    |                               |

#### Finale
|                  | Risultato     |                   | Luogo e data                     |
| ---------------- | ------------- | ----------------- | -------------------------------- |
| Sheffield United | 0-0 (7-8 dcr) | Huddersfield Town | Londra (Wembley), 26 maggio 2012 |
|                  |               |                   |                                  |

## Statistiche

### Squadre

#### Primati stagionali
Squadre
- Maggior numero di vittorie:  Charlton Athletic (30)
- Minor numero di vittorie: Rochdale (8)
- Maggior numero di pareggi: Scunthorpe United (22)
- Minor numero di pareggi: Sheffield United e Sheffield Wednesday (9)
- Maggior numero di sconfitte: Wycombe Wanderers (25)
- Minor numero di sconfitte: Charlton Athletic (5)
- Miglior attacco: Sheffield United (92 gol fatti)
- Peggior attacco: Rochdale (47 gol fatti)
- Miglior difesa: Sheffield United (36 gol subìti)
- Peggior difesa: Wycombe Wanderers (88 gol subìti)
- Maggior numero di clean sheet: Charlton Athletic (20)
- Minor numero di clean sheet: Wycombe Wanderers (4)
- Miglior differenza reti: Charlton Athletic (+46)
- Peggior differenza reti: Rochdale (−34)
- Maggior numero di vittorie consecutive: Preston North End (7)
- Maggior numero di sconfitte consecutive: Bournemouth, Bury, Chesterfield, Exeter City, Leyton Orient, Oldham Athletic e Wycombe Wanderers (5)
- Miglior sequenza di risultati utili: Huddersfield Town (18 gare)
- Peggior sequenza di risultati negativi: Chesterfield (17 gare)

Partite
- Partita con più reti: Milton Keynes Dons-Chesterfield 6-2 e Sheffield Wednesday-Huddersfield Town 4-4 (8)
- Partita con maggiore scarto di gol: Wycombe Wanderers-Huddersfield Town 0-6 e Yeovil Town-Stevenage 0-6 (6)

### Individuali

#### Classifica marcatori
| Gol | Rigori |  | Giocatore               | Squadra           |
| --- | ------ |  | ----------------------- | ----------------- |
| 35  | 1      |  | Jordan Rhodes           | Huddersfield Town |
| 29  | 2      |  | Ched Evans              | Sheffield Utd     |
| 22  |        |  | Bradley Wright-Phillips | Charlton          |
| 21  |        |  | Stuart Beavon           | Wycombe           |
| 18  | 1      |  | Gary Madine             | Sheffield Weds    |
| 18  |        |  | Andy Williams           | Yeovil Town       |
| 14  | 3      |  | Lee Miller              | Carlisle Utd      |
| 13  |        |  | Lee Novak               | Huddersfield Town |
| 13  |        |  | Lee Williamson          | Sheffield Utd     |
| 13  | 2      |  | Tony Wordsworth         | Colchester Utd    |
| 13  |        |  | François Zoko           | Carlisle Utd      |